# Єралаш
«Єрала́ш» (рос. Ералаш, досл. «шарварок», «розгардіяш») — радянський та російський гумористичний кіножурнал, що випускається з 1974 року до теперішнього часу на Центральній кіностудії дитячих та юнацьких фільмів імені М. Горького;  демонструється спочатку в кінотеатрах, а потім на телебаченні.
У 1974—1995 роки кіножурнал спочатку випускався на базі Центральної кіностудії дитячих та юнацьких фільмів імені М. Горького, потім з 1995 по 2005 роки — на базі власної кіностудії «Єралаш-Ленд», з 2005 року випускається на базі кіностудії  імені М. Горького.

## Історія створення
Днем народження «Єралаша» вважається 3 квітня.
Режисер Алла Сурікова надіслала до ЦК КПРС листа з пропозицією створити для дітей гумористичний кіножурнал «Фитильок / Ґнотик» (задуманий як дитяча версія дорослого сатиричного кіножурналу «Фитиль / Ґніт»). Засновниками кіножурналу стали Олександр Хмелік та Борис Грачевський. У процесі розробки назва «Ґнотик» була відкинута. Найпоширеніша «легенда» свідчила, що серед глядачів було оголошено конкурс на назву кіножурналу, і назва «Єралаш» була взята з листа якоїсь радянської школярки, який не зберігся. Однак згодом Сурікова та Грачевський у 2013 році у шоу «Сьогодні ввечері» сказали, що назву «Єралаш» вигадала дочка Хмеліка, Марія. Тим часом назва «Єралаш» співзвучна прізвищу Пилипа Єрмаша — голови Держкіно з 1972 по 1986.
Перші випуски журналу вийшли 1974 року. Перший випуск складався з трьох мініатюр, і першим сюжетом була мініатюра «Ганебна пляма» за сценарієм Агнії Барто. Спочатку перший випуск мав складатися з п'яти мініатюр, але редакція вимагала скоротити випуск до трьох (надалі кожен випуск складається лише з трьох (у рідкісних випадках із двох або чотирьох) мініатюр. Потім щорічно виходило 4 випуски на рік (з 1982 р.). 6 випусків) З 2010-го виходить не менше 10 серій на рік.
Спочатку випуски «Єралашу» знімалися у широкоекранному форматі та їх прем'єрні покази демонструвалися у кінотеатрах перед сеансами.  Починаючи з 1986 року «Єралаш» перейшов на формат 4:3 і став дедалі рідше демонструватися в кінотеатрах, поступово поширюючись по телебаченню (показ здійснювався за Другою програмою ЦТ), а до розпаду СРСР 1991 року журнал повністю став телевізійним і почав демонструватися на канал РТР, де називався «Наш Єралаш». З 2014 року журнал знову використовує формат 16:9.
З 1974 по початок 2000-х років зйомки проходили в основному в Москві та її околицях (багато вуличних сцен у сюжетах цього періоду знімалися в північній частині міста, де розташована кіностудія), але з початку 2000-х років сюжети стали зніматися в різних регіонах Росії. Зокрема, ті сюжети, в яких дія відбувається у дитячих таборах відпочинку, знімаються в «Орляні» в Краснодарському краї, а також у Всеросійському дитячому центрі «Зміна» на Чорному морі біля міста-курорту Анапа. 2007 року сюжет «Встигла!» став першим, який був знятий за межами Росії — зйомки пройшли в столиці Білорусії, місті Мінську, в головній ролі знялася юна білоруська акторка Дарина Бранкевич. Ще один сюжет «Хитрий маршрут» було знято 2008 року в Раубичах під Мінськом.
У 1987 і 1988 роках «Єралаш» на замовлення ДАІ МВС СРСР випустив серію короткометражних гуморесок, які торкаються теми дотримання дітьми правил поведінки на дорозі. Обидва випуски, присвячених цій тематиці, є пародіями на аналогічний для дорослої аудиторії сатиричний кіножурнал «Фитиль», але спеціально адаптовані для дитячо-юнацької аудиторії. Довгий час ці випуски було втрачено, оскільки не видавалися на відео. Лише у жовтні 2015 року вони були оцифровані та викладені у мережу.
З січня 1996 по 2019 рік «Єралаш» виходив на «Першому каналі». З 1996 по 2006 рік кіножурнал транслювався на каналі по буднях в ранковий або денний час, іноді у вихідні - днем або ввечері. До осені 2001 року у друкованих програмах передач на ОРТ кіножурнал анонсувався як «Веселі історії у журналі „Єралаш“». З липня 2005 по жовтень 2010 року та з липня 2015 по квітень 2018 року у дні проведення ефірних профілактичних робіт на каналі мовлення починалося об 11:45 (у другий період — об 11:50) саме з цієї передачі. Також кіножурнал часто використовувався, щоб заповнити паузу у телегодині ефіру (перед початком нового телевізійного дня або перед прямими спортивними трансляціями).
З 2002 по 2012 рік в ефір виходили також склеювання і нарізки випусків під заголовками «Мамин Єралаш», «Звірячий Єралаш», «Закоханий Єралаш», «Суботній Єралаш», «Недільний Єралаш» та інші, які не є повноцінними нумерацією. З 2006 року «Єралаш» перестав транслюватися по буднях (залишилися лише блоки у вихідні, що транслювалися вдень або ввечері, а також блок об 11:45 4 рази на рік), а з 2009 року кіножурнал втратив постійне місце у сітці мовлення «Першого каналу», приблизно з того часу «Єралаш» виходив значно рідше. До 2013 року кілька разів на рік на Першому каналі транслювалися нові випуски. З 2014 року випуски «Єралаша» (здебільшого нові) виходили лише у новорічні свята. До 2019 року 15-хвилинні повтори випусків, що вийшли в основному після 2010 року, транслювалися в період новорічних свят, а також іноді у вихідні після випуску новин о 6:00 або за наявності вільного місця в ефірі. Остаточно кіножурнал було прибрано з «Першого каналу» через те, що, на думку керівників мовника, він застарів. З цієї причини «Єралаш» почали показувати іншими каналами («СТС», «Карусель», «ТВ Центр»). Прем'єрні випуски виходять на телеканалі ТБ Центр.
1984 року до 10-річчя кіножурналу Борисом Грачевським у співавторстві з Юлієм Гусманом було знято музичний телевізійний фільм-концерт «Що таке „Єралаш“?». Фільм складався з нарізок найкращих сюжетів, а також естрадних, концертних та циркових номерів, пародій на відомих у ті роки співаків. У фільмі взяли участь діти-актори з «Єралашу», його творці, які найчастіше знімали в ньому актори, а також відомі співаки та гумористи (Володимир Винокур, Геннадій Хазанов, ансамбль «Бім-бом» та інші).
1991 року режисером «Єралаша» Ісааком Магітоном було знято повнометражний художній фільм «П'ять викрадених ченців» за мотивами однойменної повісті Юрія Коваля. У картині взяли участь деякі діти-актори з «Єралашу», а також звучала музика із сюжетів.  Проте фільм не показували на телебаченні й у кінотеатрах, оскільки Магітон пішов з «Єралаша», а кінопрокат на той час почав розвалюватися.
У 1994 році до 20-річчя було влаштовано концерт «„Єралашу“ 20 років» та створено двогодинну телевізійну версію з нарізками кращих сюжетів, у 1999 році до 25-річчя — концерт «„Єралашу“ — 25 років», у 2004 році — концерт «„Єралашу“ 30 років». Останні два транслювалися на телебаченні: перший на РТР, а другий на «Першому каналі». Сьогодні обидва вважаються загубленими. Наразі телеверсії останніх двох концертів загублено.
У 2017 році вийшов повнометражний фільм «„Єралаш” в кіно», який складався з найбільш вдалих сучасних випусків.
З 2021 року новим мистецьким керівником кіножурналу став Аркадій Григорян.

## Мультиплікація

### Початок
Початок кожного випуску оформлений мультиплікаційною заставкою.  Заставки змінювалися кілька разів: Перша: 1—3 випуски, друга: 4—22 випуски, третя: 23—56 випуски, четверта: 57—60 випуски, п'ята: 61—181 випуски, шоста: зі 182 випуску (потім ще кілька разів) значно змінювалися аранжування мелодії у заставці).

### Сюжети
Кожен сюжет передується назвою та мультиплікаційною картинкою. У 1-2 випусках журналу в заставках сюжетів були присутні лише титри: назва, сценарист, актори. З 3 випуску з'явилася картинка разом із назвою, далі вказувалися сценарист, режисер та актори. Починаючи з 10 випуску кожен сюжет починається мультиплікацією, потім наводиться інформація про автора сценарію, режисера і акторський склад. Протягом усього кіножурналу мультиплікацією займався Юрій Смирнов.
Деякі сюжети являли собою пародії як на фільми, так і на кіножанри, наприклад:
Сюжет «Про що мовчали газети» (1987), в якому дві школи обмінюються хуліганами, є пародією на епізод з обміном розвідниками з кінофільму «Мертвий сезон». За кадром звучить музика із серіалу «Сімнадцять миттєвостей весни». Музика із серіалу «Слідство ведуть знавці» була використана в сюжетах «Жага слави» (1985) та «Доказ» (1987). В «Вулиці» також є один із «знавців» — міліціонер Знаменський (Георгій Мартинюк), який допитує затриманого злодія (Станіслав Садальський).

### Заставка
Починаючи з першого показу та аж до переходу «Єралаша» на повноекранний формат, анімація початкової заставки, яка робилася в техніці перекладки, змінювалася чотири рази. Змінювалася як стилістика промальовування персонажів, що з'являються, так і сам фон (у найперших випусках фон міг бути: сірим, зеленим, фіолетовим, бузковим, блакитним, з різними візерунками). З 1986 року заставка зазнала зміни один раз — у 2003 (за іншими джерелами, у 2004-2005 рр., коли відбувся перехід на комп'ютерну flash-анімацію). Автор усіх заставок — художник Юрій Смирнов.

## Музика і пісня
За словами Грачевського, вірші «Хлопчики та дівчата, а також їхні батьки…» вигадав Хмелік. Потім їх було представлено музичному редактору кіностудії імені Горького, який затвердив текст. Спочатку мелодію запропонував Володимир Шаїнський, але він вважав за необхідне прибрати більшу частину слів, з чим не згоден Грачевський, тому вибір був зроблений на користь мелодії Олексія Рибнікова. У 1997 році Теодор Єфімов виконав аранжування великої пісні кіножурналу, у такому вигляді вона потім звучала в заставці до 2005 року та в титрах до 2013 року. У 2005 та 2013 роках велика пісня була двічі аранжована Олександром Клевицьким і використовувалася спочатку в заставці (перша в 2005—2013 роках) і друга (і в заставці, і в титрах з 2013 року).
З 1974 по 1997 рік у заставці звучала пісня у виконанні Олени Камбурової. Пісня у її виконанні відома у двох варіантах: той, що був у перших двох випусках, і той, що йшов з 3 по 117 випуск. З 118 по 177 випуск (1997-2004) пісня звучала в хоровому виконанні ансамблю «Непосиди».

## Творці

### Знімальна група
- Оператори-постановники: Олександр Мачильський, Геннадій Садеков, Анатолій Пєтрига
- Художники-постановники: Вікторія Сперанська, Сергій Сапоженов, Сергій Злобін
- Художники по костюмах: Тамара Горшеніна, Наталя Сигайлова, Наталя Лапшина
- Художник по гриму: Людмила Лібіна, Валентина Петрова, Світлана Томіна
- Режисерська група: Ніна Кисельова, Зоя Поддубна, Ксенія Стрижкова, Олена Міроманова, Ксенія Ніколаєвська, Лариса Бондарьова, Олександр Панасенко, Дмитро Гальперін
- Операторська група: Анатолій Оболєнський, Сергій Москва

### Анімація та музика
- Художник-мультиплікатор: Юрій Смирнов
- Комп'ютерна графіка та спецефекти: Андрій Новиков, Дмитро Пєтров, Олександр Бурняшєв, Микола Архіпов, Ігор Ніколаєв
- Композитори: Олексій Рибников, Теодор Єфімов, Володимир Давиденко, Олександр Клевицький

### Постпродакшн
- Звукорежисери: Тетяна Рижова, Єгор Юровський
- Режисери монтажу: Наталя Афанасьєва, Надія Прибиловська

### Адміністративна група
- Редактор: Михайло Бездалін
- Директори: Андрій Шахзадов, Родіон Хаїров, Віра Буркова
- Продюсер і художній керівник: Аркадій Григорян

## Критика
Кіножурнал протягом багатьох років користувався великою популярністю і авторитетом, проте з роками глядачі стали відзначати деяку вторинність сюжетів, що вичерпав себе гумор, а також поступове відхід від початкових витоків у бік моралізаторства і сатири на дитячі вади.
Отар Кушанашвілі:
|  | Буквально днями я взяв участь у дискусії на тему, якій «Єралаш» краще — старого зразка, тепер через ностальгію вкритий сусальною позолотою, або новий, який одному з тих, хто сперечається, здається логічною відрижкою бездушної цифрової ери з її безликістю і огидним, напівканцелярським — напівканцелярським. Але ж суперечка — суцільна софістика: старшим здається, що колишній був душевним, а юним — за приколом останнього часу. Сам Грачевський, у якого я навіть брав інтерв'ю на цю тему, на власні очі — художник, рятівник, меценат, подвижник. Але ж дивно було б, якби він так не рахував. Мені особисто старий «Єралаш» видається неперевершеним. А нинішній, коли у кожної дитини-актора вже є або агент, або божевільні батьки з апломбом, — це вже шоу-бізнес. |

Ніна Абросімова у 2017 році у своїй статті «Єралаш не наш» процитувала психолога Адріану Імж:
|  | Сучасний «Єралаш» токсичний: гендерні, міжпоколінські взаємодії у ньому засновані не так на діалозі чи повазі, але в жорстко закріплених стереотипах. «Єралаш» був би небезпечним, але, на щастя, зроблений недостатньо цікаво, щоб значно вплинути на аудиторію |

У тій же статті Абросімова процитувала Володимира Панжева (який зняв безліч роликів кіножурналу, починаючи з початку 1990-х) та ще кількох людей, причетних до виробництва, які визнали, що їм доводиться працювати зі слабкими сценаріями та не дуже добре граючими дітьми, але їм доводиться зважати на думку Грачевського.
У березні 2018 року у випуску ток-шоу «Привіт, Андрію!», присвяченому 1000-му ролику кіножурналу, актор Станіслав Садальський, який знімався в роликах як радянської, так і пострадянської доби, заявив, що діти, з якими він знімався в першу епоху, були куди талановитішими за тих, з якими він знімався в другу, — він прямо натякнув, що Грачевський став набирати дітей «за блатом».

## Пародії
- У програмі «Велика різниця» була показана пародія на «Єралаш» під назвою «Массаракш» (пародія на фільм «Заселений острів»), якби його зняв не Федір Бондарчук, а Борис Грачевський; у наступному випуску «Великої різниці» було знову показано пародія на «Єралаш», якби він був призначений для дорослих.
- Пародії на «Єралаш» також були у передачах «ОСП-студія», «Comedy Club», «Вечірній Київ» та «КВК».

## На відео
У СРСР 1980-ті роки «Єралаш» випускався на відеокасетах «Відеопрограмою Держкіно СРСР». У Росії з середини 1990-х випускався на VHS виданням «Відеопроект», з 1997 року — «ОРТ-Відео», а також на компакт-дисках Video CD. З 2002 року «Перша Відеокомпанія» випускає кіножурнал на VCD та DVD із субтитрами (на деяких DVD без субтитрів). Також випускався на дисках MPEG-4.

## Версії кіножурналу
Місцеві версії кіножурналу виходять у Ростові-на-Дону, Казані, Новгороді, Пермі, Уфі, Оренбурзі, Челябінську, Самарі та Краснодарі.

## «Ми робимо Єралаш»
З 2004 по 2005, 2008 по 2011 та 2013 року виходила документальна передача «Ми робимо Єралаш». Усього було випущено 40 випусків. У передачі показувався процес зйомок певних випусків у роки. Передача транслювалася на телебаченні, потім виходила на VHS та DVD «Першою Відеокомпанією».

## Мовлення
| Країна/місто | Роки                          | Телеканал                   |
| ------------ | ----------------------------- | --------------------------- |
| СРСР         | з 1980 по 1991 рік            | Центральне телебачення СРСР |
| СРСР/ Росія  | з 1991 по 1993 рік            | РТР                         |
| Росія        | 1993 року                     | Російські університети      |
| Росія        | з 1994 по 1997 рік            | ТВ-6                        |
| Україна      | 1996 року                     | УТ-1                        |
| Україна      | з 1996 по 1998 рік            | ICTV                        |
| Росія        | з 1996 по 2019 рік            | ОРТ/Перший канал            |
| Росія        | з 1997 по 2000 рік            | СКЕТ                        |
| Росія        | з 1997 по 1998 рік            | TV Табачук                  |
| Росія        | 1997 року, з 2005 по 2015 рік | ТЕТ                         |
| Росія        | з 1999 по 2001 рік            | НТВ-Плюс Дитячий світ       |
| Україна      | з 2000 по 2003 рік, 2015 року | Новий канал                 |
| Росія        | з 2000 по 2002 рік            | Мережі НН                   |
| Білорусь     | з 2002 по 2019 рік            | ОНТ                         |
| Україна      | з 2003 по 2009 рік            | 1+1                         |
| Україна      | з 2004 по 2006 рік            | Інтер                       |
| Росія        | з 2005 по 2009 рік            | ОТБ                         |
| Росія        | з 2006 по 2007 рік            | Комедія ТБ                  |
| Росія        | з 2006 по 2008 рік            | ССТ                         |
| Росія        | з 2007 по 2010 рік            | Ностальгія                  |
| Росія        | з 2007 по 2008 рік            | Веселе ТБ                   |
| Росія        | з 2008 по 2010 рік            | Теленяня                    |
| Росія        | з 2011 по 2012 рік            | Дитячий                     |
| Росія        | з 2011 року — на даний час    | СТС                         |
| Росія        | з 2011 року — на даний час    | СТС International           |
| Україна      | 2012 року                     | СіТі                        |
| Україна      | з 2012 по 2015 рік            | ПлюсПлюс                    |
| Росія        | з 2013 року — на даний час    | Карусель                    |
| Росія        | з 2017 року — на даний час    | Дім кіно                    |
| Росія        | 2018 року                     | СТС Kids                    |
| Росія        | з 2019 по 2022 рік            | СТС Love                    |
| Росія        | з 2019 по 2020 рік            | ТВ Центр                    |
| Росія        | 2020 року                     | Че                          |
| Росія        | з 2022 року — на даний час    | Сонце                       |
| Росія        | з 2023 року — на даний час    | Ратник                      |
| Росія        | з 2026 року                   | Субота!                     |

## Заборона в Україні
Українське державне агентство з питань кіно "Держкіно" заборонило "Єралаш" у 2015 році через його належність до держави-агресора. Він був внесений до списку відеопродукції, забороненої в Україні. Ця заборона є частиною загальної політики щодо російського аудіовізуального продукту, спрямованої на обмеження впливу російської пропаганди та культурного контенту, виробленого в РФ після 2014 року.
Заборона трансляції "Єралашу" в Україні базується на декількох законодавчих актах, спрямованих на обмеження розповсюдження аудіовізуальної продукції держави-агресора. Основним документом є закон України "Про кінематографію" (зокрема, зміни, внесені до нього після 2014 року). Цей закон, серед іншого, забороняє трансляцію фільмів, вироблених фізичними та юридичними особами держави-агресора, якщо ці фільми були вироблені та/або вперше оприлюднені (демонстровані) після 1 січня 2014 року.